# Nasser Larguet
 (juin 2022).
Nasser Larguet, né le 6 novembre 1958 à Berkane (Maroc), est un footballeur puis entraîneur franco-marocain. Il a dirigé le centre de formation de l'Olympique de Marseille entre juillet 2019 et avril 2022. En mai 2022, il devient directeur technique national (DTN) de l'Arabie Saoudite.

## Biographie
Étudiant, Nasser Larguet rêve de devenir footballeur professionnel. Cependant, après avoir fait ses études au lycée Paul-Valéry de Meknès, il part en France faire des études de pharmacie et microbiologie à l'université de Caen,. 
En 1982, Nasser Larguet est professeur de mathématiques et de sciences naturelles au collège de Thury-Harcourt (Calvados).  

### Carrière d'entraîneur et de formateur
Joueur de foot, en 1986, il est entraîneur-joueur de l'équipe du Thury-Harcourt qui évolue alors en Promotion d'Honneur. 
Par la suite, le technicien a occupé le poste de directeur de centre de formation de plusieurs clubs en France. Titulaire d'un diplôme d'entraîneur professionnel de football obtenu en avril 2006, il dirige, de 2008 à 2014 l'académie Mohammed VI au Maroc. Il revient au Stade Malherbe Caen en 2014 pour diriger à nouveau le centre de formation, tout en étant nommé directeur technique national du Maroc dans le même temps. Ne réussissant pas à cumuler les deux postes, il quitte le SM Caen trois mois seulement après son arrivée.
Il est nommé directeur du centre de formation de l'Olympique de Marseille le 28 juin 2019.
Le 2 février 2021, à la suite de la mise à pied d'André Villas-Boas, Larguet est nommé entraîneur par intérim de l'Olympique de Marseille,,. Le lendemain, il dirige son premier match en professionnel lors du déplacement de Marseille au RC Lens en Ligue 1. Les Phocéens obtiennent un nul 2-2, après avoir mené 0-2 à la mi-temps. Pour son deuxième match et son premier au Stade Vélodrome, Larguet reçoit le Paris Saint-Germain pour Le Classico mais son équipe est défaite 0-2. Il remporte son premier match le 10 février suivant lors des 1/32e de finale de la Coupe de France contre l'AJ Auxerre (0-2). Le second but marseillais est inscrit par Ahmadou Dieng, issu du centre de formation du club dirigé par Larguet, qui fait ses débuts professionnels. 
Le 26 février, après un mois sur le banc olympien, il est remplacé par l'argentin Jorge Sampaoli, lequel reste cependant en quarantaine à cause de la Covid-19 très virulente au Brésil. Larguet dirige ainsi les Marseillais trois dernières fois face à Lyon et Lille en championnat et lors de la défaite surprise sur le score de 2-1 en 1/16e de finale de Coupe de France contre Canet Roussillon, club de National 2.
Le 25 avril 2022, l'OM annonce dans un communiqué que Nasser Larguet démissionne de ses fonctions de directeur du centre de formation pour « raisons personnelles. » 
Moins d'un mois plus tard, l'Arabie Saoudite annonce que Nasser Larguet devient directeur technique national (DTN).  

## Carrière
- 1991-1995 : directeur du centre de formation du FC Rouen (Division 2)
- 1995-1998 : directeur du centre de formation de l'AS Cannes (Division 1)
- 1998-2002 : directeur du centre de formation du SM Caen (Division 2)
- 2002-2004 : entraîneur de la réserve du Havre AC (Ligue 1)
- 2004-2007 : recruteur, puis directeur du centre de formation du RC Strasbourg (Ligue 1/2)
- 2008-2014 : directeur technique de l'académie Mohammed VI ( Maroc)
- juin 2014-septembre 2014 : directeur du centre de formation du SM Caen (Ligue 1)
- 2014-2019 : directeur technique national du Maroc
- 2019-2022 : directeur du centre de formation de l'Olympique de Marseille
- 2021 : entraîneur par intérim de l'Olympique de Marseille
- 2022-... : directeur technique de l'Arabie Saoudite.

## Statistiques
Ce tableau présente les statistiques en carrière d'entraîneur de Nasser Larguet (mis à jour le 10 avril 2021).
| Statistiques par saison d'entraîneur de Nasser Larguet | Statistiques par saison d'entraîneur de Nasser Larguet | Statistiques par saison d'entraîneur de Nasser Larguet | Statistiques par saison d'entraîneur de Nasser Larguet | Statistiques par saison d'entraîneur de Nasser Larguet | Statistiques par saison d'entraîneur de Nasser Larguet | Statistiques par saison d'entraîneur de Nasser Larguet | Statistiques par saison d'entraîneur de Nasser Larguet | Statistiques par saison d'entraîneur de Nasser Larguet | Statistiques par saison d'entraîneur de Nasser Larguet | Statistiques par saison d'entraîneur de Nasser Larguet | Statistiques par saison d'entraîneur de Nasser Larguet | Statistiques par saison d'entraîneur de Nasser Larguet | Statistiques par saison d'entraîneur de Nasser Larguet | Statistiques par saison d'entraîneur de Nasser Larguet | Statistiques par saison d'entraîneur de Nasser Larguet | Statistiques par saison d'entraîneur de Nasser Larguet | Statistiques par saison d'entraîneur de Nasser Larguet | Statistiques par saison d'entraîneur de Nasser Larguet | Statistiques par saison d'entraîneur de Nasser Larguet | Statistiques par saison d'entraîneur de Nasser Larguet | Statistiques par saison d'entraîneur de Nasser Larguet | Statistiques par saison d'entraîneur de Nasser Larguet | Statistiques par saison d'entraîneur de Nasser Larguet | Statistiques par saison d'entraîneur de Nasser Larguet | Statistiques par saison d'entraîneur de Nasser Larguet |
| Saison                                                 | Équipe                                                 | Championnat                                            | Championnat                                            | Championnat                                            | Championnat                                            | Championnat                                            | Championnat                                            | Championnat                                            | Championnat                                            | Coupes nationales                                      | Coupes nationales                                      | Coupes nationales                                      | Coupes nationales                                      | Coupes nationales                                      | Coupes nationales                                      | Coupes nationales                                      | Coupes nationales                                      | Total                                                  | Total                                                  | Total                                                  | Total                                                  | Total                                                  | Total                                                  | % V                                                    |                                                        |
| Saison                                                 | Équipe                                                 | Comp                                                   | Pos                                                    | M                                                      | V                                                      | N                                                      | P                                                      | Bp                                                     | Bc                                                     | Comp                                                   | Tour                                                   | M                                                      | V                                                      | N                                                      | P                                                      | Bp                                                     | Bc                                                     | M                                                      | V                                                      | N                                                      | P                                                      | Bp                                                     | Bc                                                     | %                                                      |                                                        |
| ------------------------------------------------------ | ------------------------------------------------------ | ------------------------------------------------------ | ------------------------------------------------------ | ------------------------------------------------------ | ------------------------------------------------------ | ------------------------------------------------------ | ------------------------------------------------------ | ------------------------------------------------------ | ------------------------------------------------------ | ------------------------------------------------------ | ------------------------------------------------------ | ------------------------------------------------------ | ------------------------------------------------------ | ------------------------------------------------------ | ------------------------------------------------------ | ------------------------------------------------------ | ------------------------------------------------------ | ------------------------------------------------------ | ------------------------------------------------------ | ------------------------------------------------------ | ------------------------------------------------------ | ------------------------------------------------------ | ------------------------------------------------------ | ------------------------------------------------------ | ------------------------------------------------------ |
| 2002-2003                                              | Le Havre AC rés.                                       | CFA                                                    | 16e                                                    | 34                                                     | 9                                                      | 6                                                      | 19                                                     | 37                                                     | 54                                                     | -                                                      | -                                                      | -                                                      | -                                                      | -                                                      | -                                                      | -                                                      | -                                                      | 34                                                     | 9                                                      | 6                                                      | 19                                                     | 34                                                     | 54                                                     | 26,47 %                                                |                                                        |
| 2003-2004                                              | Le Havre AC rés.                                       | CFA 2                                                  | 4e                                                     | 30                                                     | 12                                                     | 14                                                     | 4                                                      | 50                                                     | 27                                                     | -                                                      | -                                                      | -                                                      | -                                                      | -                                                      | -                                                      | -                                                      | -                                                      | 30                                                     | 12                                                     | 14                                                     | 4                                                      | 50                                                     | 27                                                     | 40 %                                                   |                                                        |
| Total                                                  | Total                                                  | Total                                                  | Total                                                  | 64                                                     | 21                                                     | 20                                                     | 23                                                     | 87                                                     | 81                                                     | -                                                      | -                                                      | -                                                      | -                                                      | -                                                      | -                                                      | -                                                      | -                                                      | 64                                                     | 21                                                     | 20                                                     | 23                                                     | 87                                                     | 81                                                     | 32,81 %                                                |                                                        |
| 2020-2021                                              | Olympique de Marseille                                 | Ligue 1                                                | 6e                                                     | 7                                                      | 1                                                      | 4                                                      | 2                                                      | 7                                                      | 10                                                     | CF                                                     | 1/16e                                                  | 2                                                      | 1                                                      | 0                                                      | 1                                                      | 3                                                      | 2                                                      | 9                                                      | 2                                                      | 4                                                      | 3                                                      | 10                                                     | 12                                                     | 22,22 %                                                |                                                        |
| Total                                                  | Total                                                  | Total                                                  | Total                                                  | 7                                                      | 1                                                      | 4                                                      | 2                                                      | 7                                                      | 10                                                     | -                                                      | -                                                      | 2                                                      | 1                                                      | 0                                                      | 1                                                      | 3                                                      | 2                                                      | 9                                                      | 2                                                      | 4                                                      | 3                                                      | 10                                                     | 12                                                     | 22,22 %                                                |                                                        |
| Total en carrière                                      | Total en carrière                                      | Total en carrière                                      | Total en carrière                                      | 71                                                     | 22                                                     | 24                                                     | 25                                                     | 94                                                     | 91                                                     | -                                                      | -                                                      | 2                                                      | 1                                                      | 0                                                      | 1                                                      | 3                                                      | 2                                                      | 73                                                     | 23                                                     | 24                                                     | 26                                                     | 97                                                     | 93                                                     | 31,51 %                                                |                                                        |